# Microregione di Fernando de Noronha
Fernando de Noronha è una microregione dello Stato del Pernambuco in Brasile, appartenente alla mesoregione Metropolitana do Recife.
È una suddivisione creata puramente per fini statistici, pertanto non è un'entità politica o amministrativa.
È situata su un arcipelago situato a circa 350 km al largo della costa.

## Comuni
Comprende un solo comune:
- Fernando de Noronha